# 농소동 (정읍시)
농소동(農所洞)은 대한민국 전북특별자치도 정읍시의 동이다.  면적은 18.81km2이고, 인구는 2024년 1월을 기준으로 3,803명이다. 
원래 정읍현(井邑縣) 성이면(西二面)으로, 1914년 행정구역 개편 때에, 정읍군(井邑郡) 정읍면(井邑面) 농소리(農所里)로 되어, 하평리(下坪里), 효죽리(孝竹里), 농소리(農所里), 북면(北面)의 하마리(下馬里), 기영리(箕永里), 고부군(古阜郡) 소정면(所井面) 공평리(公平里)의 신기리(新基里), 복용리(伏龍里)로 편성되었다. 1931년 4월 1일 읍(邑)으로 승격되어, 구역(區域)의 분리(分里)도 효죽동(孝竹洞), 하평동(下坪洞), 농흥동(農興洞)으로 나누어졌다. 그 뒤 1981년 7월 1일 시(市)로 되면서 농소동(農所洞)으로 되었고, 1983년 2월 15일 행정구역 조정에 따라 정읍군 덕천면(德川面) 망제리(望帝里), 북면(北面) 영파리(暎波里) 구여고과, 하북리(下北里)의 기산(基山)마을이 편입되었다.

## 연혁
- 1914년 3월 1일 부군제 실시에 따라 정읍군 설치
- 1981년 7월 1일 정읍군에서 정주시 분리승격 [농소동사무소, 정일동사무소 설치]
- 1995년 1월 1일 도농통합으로 명칭변경 [정주시 농소동, 정일동 → 정읍시 농소동, 정일동]
- 1998년 10월 30일 과소동 통폐합 [농소동과 정일동 → 농소동으로 통합]
- 2013년 9월 25일 통‧반 분리 및 신설 [석영마을(5통) → 가곡마을(5통), 석교마을(26통)]

## 문화재 및 관광 자원
- 정읍 천곡사지 칠층석탑- 보물 제 309호
- 정읍 망제동 석불입상- 전북특별자치도 유형문화재 제 118호
- 정읍 영주정사와 영양사-정읍 등록문화재 제 212호
- 정읍 노양서원

## 행정 구역
- 농소동
- 망제동
- 영파동
- 흑암동
- 용계동
- 공평동

## 교육
- 정읍북초등학교 (농소동)
- 정일초등학교 (용계동)
- 배영중학교 (흑암동)
- 정일중학교 (공평동)
- 배영고등학교 (흑암동)

## 아파트
| 단지명                  | 건설사   | 시행사                    | 주소                      | 입주               | 비고     |
| ----------------------- | -------- | ------------------------- | ------------------------- | ------------------ | -------- |
| 정읍 농소주공           | 경남기업 | 대한주택공사              | 서부산업도로 409 (농소동) | 2004년 11월        | 국민임대 |
| 정읍 푸르지오 더 퍼스트 | 대우건설 | ㈜코리아신탁 ㈜수평디앤피 |                           | 2025년 12월 (예정) |          |

## 유통
- 롯데마트 정읍점
- 정읍시 농산물도매시장